# Recurvaria ceanothiella
Recurvaria ceanothiella är en fjärilsart som beskrevs av Braun 1921. Recurvaria ceanothiella ingår i släktet Recurvaria och familjen stävmalar. Inga underarter finns listade i Catalogue of Life.